# رازمیک مورادیان
رازمیک خاچیکی مورادیان (ارمنی: Ռազմիկ Խաչիկի Մուրադյան؛ انگلیسی: Razmik Mouradian؛ زادهٔ ۲۰ مهٔ ۱۹۳۸) مجسمه‌ساز اهل ارمنستان-روسیه است.

## زندگی‌نامه
وی در ۲۰ مه ۱۹۳۸ در ایروان به دنیا آمد و در دهه ۱۹۵۰ به روسیه نقل مکان نمود  و در سال ۱۹۵۶ از استودیوی نیکلای نیکوغوسیان فارغ‌التحصیل گشت.  وی از سال ۱۹۶۳ تا انحلال عضو اتحادیه هنرمندان اتحاد شوروی بود. مورادیان هم اکنون در مسکو زندگی می‌کند. آثار هنری مورادیان در نگارخانه ترتیاکوف و موزه دولتی روسیه نگهداری می‌شود.